# Lilla jul
Lilla jul, regionalt även skrivet "lillajul" (går inte att jämföras med finska pikkujoulu, se nedan) firas i svenskfinland, inklusive Åland, och inträffar varje år lördagen före första söndagen i advent. Lilla jul är precis som namnet antyder en försmak av julen. I svenskfinland är lillajulgranen cirka 1 meter hög och pyntas precis som den riktiga julgranen. Det förekommer också små julklappar, lillajulsklappar, som tomtenissarna lämnat under lillajulsgranen. Tomtenissarna kan också lämna lillajulsklapparna utanför ytterdörren eller kasta in dem i rummet, för att sedan springa sin väg. Dessa klappar är oftast väldigt enkla som t.ex. godis, pyssel och spel. Senare i december byts lillajulgranen mot den vanliga julgranen. I skolorna sjunger man julsånger och äter pepparkakor.
Det är svårt att bestämma åldern på ”lilla jul” eftersom uttrycket användes redan innan adventsfirandet hade etablerats.
"–  I början av 1800-talet firades lillajul strax före jul, den 23 december, eller som hos Topelius den 22 december. Även på Tomasdagen den 21 december ordnade många en mindre fest som försmak på julen. Senare under samma sekel blev det vanligt bland borgarna i Finland att inleda julfirandet kvällen före advent. Det var främst massmedierna som spred traditionen som håller sig än i dag – och fått namnet lillajul. Ungefär samtidigt infördes begreppet "pikkujoulu", som syftar på de julfester som numera ordnas vitt och brett i landet. – Många företag upprätthåller traditionen med julfester. Men det är inte samma sak som lillajul. På finlandssvenskt håll är begreppet begränsat till kvällen före första advent."
I dag är begreppen inte längre lika åtskilda som tidigare, men klart är att minijulaftonen på lördagskvällen före första advent är mera utbredd bland finlandssvenskar än bland finskspråkiga. Det finns å andra sidan många svenskspråkiga i Finland som aldrig har hört talas om ett dylikt lillajulsfirande och uttrycket lillajul används i dag i många olika betydelser och sammanhang. I takt med att tvåspråkigheten har ökat i Finland har allt fler finlandssvenskar börjat tala om lillajulsfest då man avser till exempel en arbetsplatsfest i december. I Österbotten håller man dock ofta begreppen mera åtskilda än i södra Finland. 
På Åland används termen lillajul aldrig i den utvidgade betydelsen. Lillajulen, kvällen före första advent, har på Åland blivit en folkfest som man firar både privat och offentligt. Såväl kommersiella som ideella intressen har bidragit till utvecklingen även om grunden finns i folktraditionen. Redan under 1900-talets första hälft firades lillajul mera intensivt på Åland än i övriga Finland. Det att massmedierna och turistbranschen uppmärksammat seden och framhållit det typiskt åländska, har gjort att man känt den som sin egen och gärna upprätthållit och utvecklat lillajulsfirandet även privat. Lillajul är i många familjer i dag ingen ”liten julafton” utan en rätt omfattande fest med storslaget pyntande som markerar att julen har börjat.
Lilla jul är dock ingen officiell helgdag i Finland, utan en vardag.

### Fotnoter
1. ↑  Tetha Åhs (6 december 2008). ”Finland firar hela december”. Arbetarbladet. Arkiverad från originalet den 22 december 2015. https://web.archive.org/web/20151222131958/http://www.arbetarbladet.se/mat/finland-firar-hela-december. Läst 19 december 2015.
2. 1 2  Bergman, Anne (1 februari 2020). ”Stora finlandssvenska festboken”. Svenska litteratursällskapet i Finland. sid. 31–33. https://www.sls.fi/sv/utgivning/stora-finlandssvenska-festboken. Läst 29 april 2021.
3. ↑  Johanna Häggblom (28 november 2015). ”lillajul-och-pikkujoulu-inte-samma-sak”. Hufvudstadsbladet. Arkiverad från originalet den 28 april 2017. https://web.archive.org/web/20170428053007/http://gamla.hbl.fi/feature/2015-11-27/780122/lillajul-och-pikkujoulu-inte-samma-sak. Läst 7 december 2016.